# Ogyū Sorai
Ogyū Sorai (荻生 徂徠, também conhecido pelo pseudônimo de Butsu Sorai; Edo, Japão, 21 de março de 1666 – Edo, 28 de fevereiro de 1728) foi um filósofo Confucionista japonês, considerado o erudito mais influente durante o período Edo.

## Antecedentes
Foi o segundo filho de um samurai que trabalhou como médico pessoal de Tokugawa Tsunayoshi, que se tornaria no quinto shogun do Japão. Estudou as doutrinas confucianas de Zhu Xi, e no ano de 1690 se tornou o professor particular de nobres chineses. Passou a servir Yanagisawa Yoshiyau, um velho conselheiro Tsunayoshi em 1669. Depois da morte de Tsunayoshi em 1709 deixou de lecionar para Zhu Xi para criar sua própria filosofia.
Seu principal campo de estudo era aplicar os ensinamentos de Confucionismo ao governo e a ordem social. Foi critico do modo como se administrava a economia e a política do Japão, assim como a cultura mercantilista e o domínio de velhas instituições que para a época se haviam debilitado. Sorai atraiu muitos seguidores com seus ensinamentos e criou a escola Sorai, que teve influencia no futuro pensamento confuciano do Japão.

## Ensinamentos
Sorai escreveu muitas obras, e identificou duas deficiências fundamentais na filosofia neoconfuciana. Primeiro, ele duvidava que um indivíduo pretende agir de forma ética, refinando seu carater moral, foi suficiente para superar a crise política da época. Chegou a esta conclusão após observar que os antigos governantes da China não se preocupavam só com a moralidade, mas também pelo governo. O seu segundo desacordo com o neoconfusionismo colocaria a moralidade. Segundo Sorai, ao colocar muita ênfase na moralidade, se reprimiria a natureza humana, baseada na emoção.
Contudo, acreditava que estas debilidades não se deviam porque o Confucionismo tinha deficiências, mas pela mal interpretação dos clássicos textos chineses por parte dos neoconfucianos, que segundo ele "não conheciam as velhas palavras". Sorai foi aos textos antigos para obter um conhecimento mais confiável, declarando que "la ultima forma de conhecimento erudito é a historia". Para ele, os trabalhos históricos eram a melhor fonte de conhecimento existente, inclusive para um presente sempre em mutação. Sorai também pensava que o estudo da filosofia começa com o estudo da língua.
Sorai também discordava com o pensamento neoconfuciano em outros aspectos. Argumentava que o Caminho não era um principio predeterminado do universo, mas sim uma criação dos homens, dos antigos sábios que os descreviam nos textos clássicos. Esses textos preparavam o leitor para seguir o caminho, que se dividiam em ritos (rei) e a música (gaku); o primeiro dava a ordem social, enquanto a segunda inspiração para o coração. Por isso, permitia diretamente o o fluxo de emoções, algo negado pelo moralismo do neoconfucionismo. Em consequência, Sorai acreditava que um deveria permanecer pela musica e a poesia. Assim, como produto de seus ensinamentos que enfatizavam a literatura como forma fundamental da expressão humana, a escritura chinesa começou a prosperar no Japão, e sua escola produziu vários grandes escritores de composição chinesa desde então.
Sorai também era um partidário da classe samurai. Para ele, as instituições que alguma vez estiveram sob grande liderança diminuiu, razão pela qual era menos provável que homens mais adequados as dirigissem. Por isso, os samurais seriam os melhores governantes, pois relacionavam melhor perante um sistema de recompensa e castigo. Especificamente notou-se este problema na ordem do imposto para os Tokugawa, que haviam alcançado o exercito empobrecido para as classes mais baixas. Assim mesmo foi critico dos comerciantes da época, a quem acusa de conspirar para consertar os seus preciosos produtos. Não obstante, havia de notar que alguém que defendia os mais pobres, não teria especial apego por eles; uma vez declarou:
Qual possível beneficio, pode obter uma pessoa comum, para sair de seu lugar próprio na vida e estudar tais livros (como os clássicos confucianos)?
Alguns eruditos posteriores criticaram suas obras de ensinamentos nada práticos. Por exemplo, Goi acreditava que Sorai só queria superar Ito Jinsai, outro confucionista que o havia influenciado-o em grande parte, e com esse fim havia levado seus argumentos a um nível que chegava ao absurdo. Para Goi, se alguns de seus ensinamentos tivessem chegado a implementar-se, haveria de causar um dano enorme na filosofia moral.

## Obras
- Regulamentos para estudar (Gakusoku, 1715)
- Distinguindo o Caminho (Bendō, 1717)
- Os ensinamentos de mestre Sorai (Sorai sensei tōmonsho, 1724)